# Средняя Гусынка
Сре́дняя Гусы́нка — хутор в Советском районе Ростовской области.
Входит в состав Калач-Куртлакского сельского поселения.

## Население
| 2010 |
| ---- |
| 81   |

## Улицы
На хуторе имеется одна улица — Речная.